# Turówka wonna
Turówka wonna, żubrówka (Hierochloë odorata) – gatunek trawy z rodziny wiechlinowatych. Występuje w północnej, środkowej i wschodniej Europie, w umiarkowanej strefie Azji i Ameryki Północnej. W Polsce spotykana na całym niżu, ale bardzo rzadko, w znacznym rozproszeniu. Wyróżnia się charakterystycznym słodkawym aromatem z nutą anyżu dzięki zawartości kumaryny (silnym zwłaszcza po zasuszeniu rośliny).

## Morfologia
PokrójZa sprawą podziemnych rozłogów rośnie łanowo. Osiąga wysokość 10–60 cm.
ŁodygaŹdźbło gładkie lub słabo szorstkie do 2 mm grubości, podzielone na 2 lub 3 międzywęźla.
LiścieRównowąskie, pochwiaste, na pędach generatywnych skupione u podstawy źdźbła, z wyjątkiem bardzo krótkiego listka w górnej części pędu (zwanego flagowym). Pochwy liściowe długie i nagie. Języczek do 4 mm długości, spiczasty. Blaszka liściowa do 4 cm długości, szorstka na brzegu. Pędy wegetatywne ulistnione liśćmi osiągającymi 30 cm długości i 20 mm szerokości. Liście są słabo bruzdkowane, rzadko, krótko owłosione.
KwiatyZebrane w owalne i połyskujące kłoski, tworzące luźną wiechę o długości 4–9 cm. Gałązki wiechy często rozpostarte, charakterystycznie są falisto pogięte. Kłoski osiągają do 5 mm długości.
OwoceDrobne ziarniaki do 2 mm długości, jajowate.

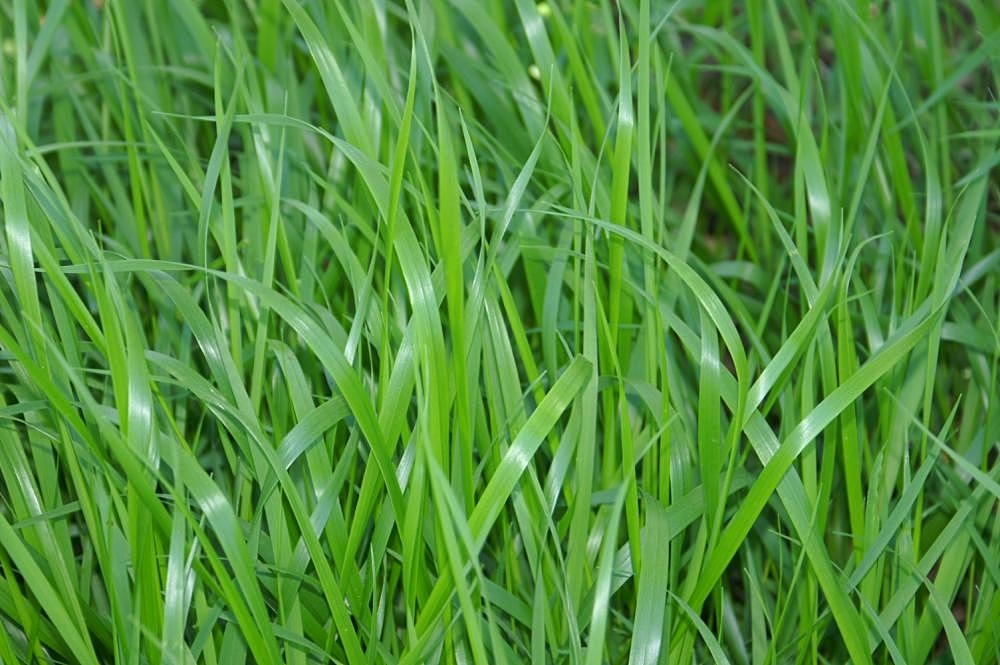
Liście
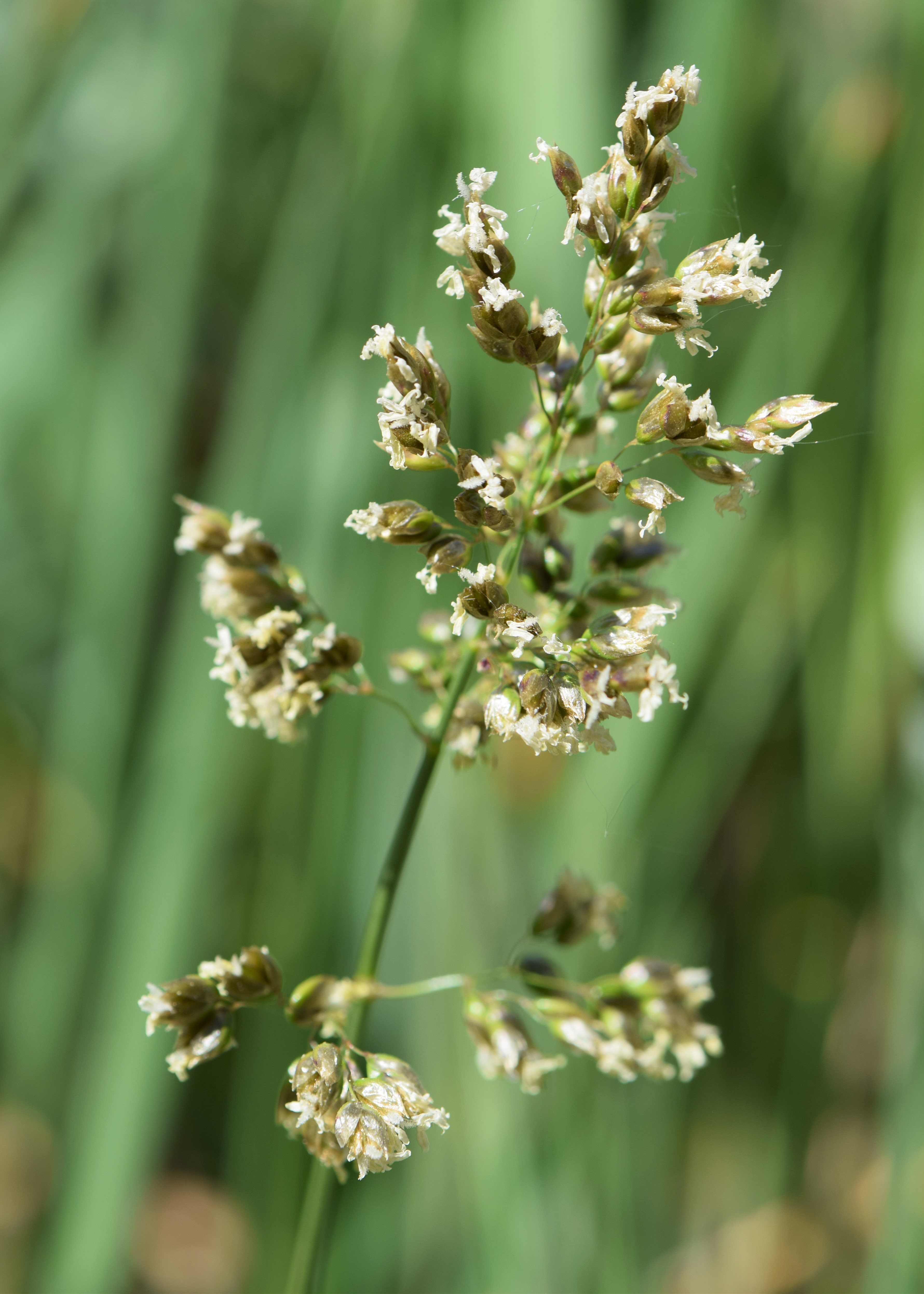
Wiecha
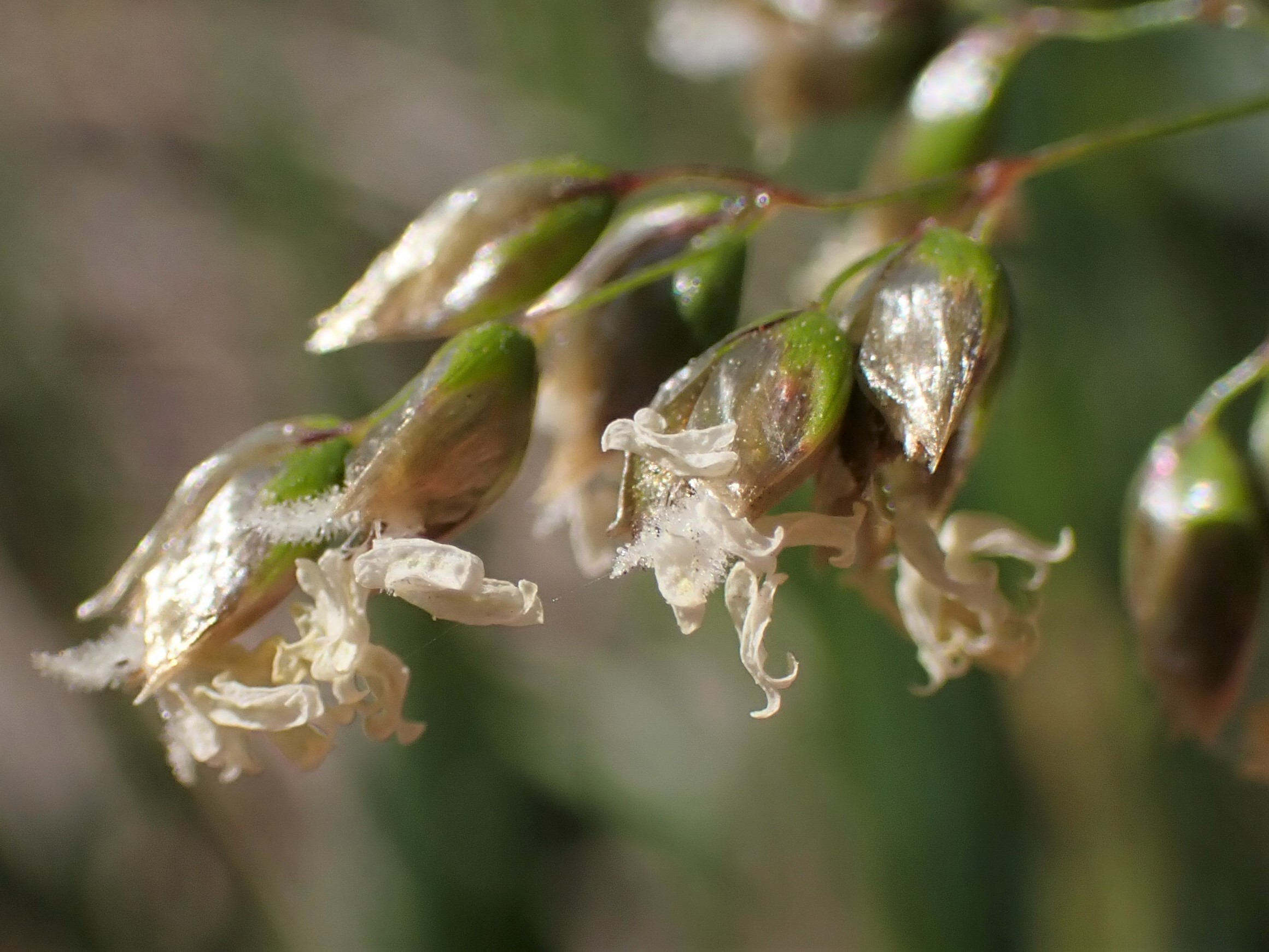
Kwiaty

## Biologia i ekologia
Bylina. Pędy nadziemne rozwijają się wczesną wiosną, po kwitnieniu przypadającym na miesiące od kwietnia do czerwca, szybko zasychają. Rozmnaża się wegetatywnie przez podziemne rozłogi. Jest gatunkiem światłolubnym, ale znosi także częściowe ocienienie. Występuje w bardzo zróżnicowanych siedliskach: szuwarach, na wilgotnych łąkach, w zaroślach i na słonecznych zboczach oraz w murawach kserotermicznych, grądach i borach mieszanych. 
Liczba chromosomów: 2n = 28, w populacjach poliploidalnych 2n = 42, 56, 70.

## Zagrożenia i ochrona
Głównym zagrożeniem dla gatunku jest masowy zbiór roślin do celów przemysłowych i leczniczych, a także osuszanie wilgotnych łąk. Od 1957 roku roślina jest objęta w Polsce ochroną gatunkową. W latach 1957–1983 znajdowała się pod ochroną częściową, następnie w latach 1983–2001 pod ochroną ścisłą, a od 2001 ponownie podlega ochronie częściowej. Status ochronny podtrzymany został przez Rozporządzenie Ministra Środowiska z dnia 9 października 2014 r. w sprawie ochrony gatunkowej roślin. Umieszczona jest na Czerwonej liście roślin i grzybów Polski (2006, 2016) w grupie gatunków narażonych na wyginięcie (kategoria zagrożenia: VU).

## Zastosowanie
Roślina lecznicza
- Surowiec zielarski: ziele turówki (Herba Hierochloë). Zawiera kumarynę (ok. 0,6%), kwas kumarynowy, ferulowy i melilotowy.
- Zbiór i suszenie: po wykształceniu w pełni 2-3 liści

.
Roślina użytkowa
Wykorzystywana w przemyśle perfumeryjnym oraz do aromatyzowania napojów (najbardziej znanym przykładem jest wódka zwana Żubrówką).